# Rudolf Schati
Rudolf Schati, auch Rudolf Schadi oder Rudolf Chati (* 16. Oktober 1913 in Triebswetter, Königreich Ungarn, Österreich-Ungarn; † 20. Dezember 1984 in Timișoara, Sozialistische Republik Rumänien) war ein rumänischer Schauspieler, Theaterleiter, Regisseur und Gründungsmitglied des Deutschen Staatstheaters Temeswar.

## Leben
Rudolf Schati wurde 1913 in Tomnatic als Angehöriger der Volksgruppe der Banater Schwaben geboren. Nach der Volksschule in Sânnicolau Mare besuchte er von 1928 bis 1932 das Deutsche Realgymnasium in Timișoara. Als Leichtathlet erzielte er in den frühen 1930er Jahren Erfolge auf Kurzstrecken. 1938 war er Eleve am Deutschen Landestheater in Hermannstadt. Hier lernte er seine zukünftige Ehefrau Irmgard Schati (geb. Pfniss) kennen. Nach 1945 kam er als Schauspieler an das Rumänische Staatstheater Timișoara und 1947 an die Rumänische Staatsoper Timișoara. Hier führte er Regie in Johann Strauss Fledermaus, wo er auch die Rolle des Frosch übernahm.
Im Herbst 1952 übernahm Schati die Gründung des Ensembles für die deutschsprachige Abteilung des Rumänischen Staatstheaters. Im Januar 1953 erfolgte die formale Gründung der deutschsprachigen Abteilung mit Laubes Stück „Die Karlsschüler“. 1956 wurde diese als selbstständige Einheit in das Deutsche Staatstheater Temeswar umgewandelt und Rudolf Schati als Spielleiter eingesetzt. Diese Funktion hatte er bis 1967 inne, als er zum Staatstheater in Hermannstadt wechselte. Von den ersten zwölf Aufführungen in den Spielzeiten 1953–1956 führte Schati bei der Hälfte der Stücke Regie. Er inszenierte Laubes „Karlsschüler“ (1953), Lucia Demetrius Drama „Menschen von heute“ (1953), Molières Der eingebildete Kranke, Aurel Barangas „Das tolle Lamm“, Lessings Minna von Barnhelm (1956).
Als Schauspieler trat Schati erstmals am Deutschen Landestheater in Hermannstadt in der Spielzeit 1938–1939 auf. Nach 1944 kam er nach Timișoara, wo er zunächst beim rumänischen Staatstheater mitwirkte, bis 1953 die deutschsprachige Abteilung gegründet wurde. Hier spielte er den Herzog Karl August in Laubes „Karlsschüler“ (1953), den Präsidenten von Walther in Schillers Kabale und Liebe (1955), die Hauptrolle in Anzengrubers Meineidbauer (1957), Philipp II. in Schillers Don Carlos (1958), den Koch in Brechts Mutter Courage (1957) oder Knieriem in Nestroys Lumpazivagabundus.
In Schillers Räuber spielte Schati Vater Moor, in Hans Pfeiffers Nagasaki-Stück „Laternenfest“ den amerikanischen Major Kennedy. Einen besonderen Erfolg feierte das Ehepaar Schati in Horia Lovinescus „Der Tod eines Künstlers“ (1964), in dem Schati den alternden Künstler Manole spielte oder in Shakespeares Romeo und Julia den Lorenzo. Seine letzte Rolle war 1974 in Hans Kehrers „Narrenbrot“, ein Mundartstück, in dem er den Dorfrichter von Bogarosch spielte.

## Auszeichnungen
- Auszeichnung für kulturelle Verdienste der Volksrepublik Rumänien